# Johannes Perk
Johannes Perk SDB (* 4. September 1880 in Lorup; † 30. Dezember 1955 in Heede) war ein deutscher Salesianer Don Boscos und Bibelwissenschaftler.

## Leben
Dem Wunsch, Salesianer Don Boscos zu werden, folgend ging er 1899 an die Spätberufenenschule in Cavaglià. Er trat 1902 in das Noviziat der Salesianer Don Boscos ein und legte am 29. September 1903 die erste Profess ab. Von August 1905 bis August 1907 war er Sekretär beim Generaloberen Don Michael Rua in Turin. Von September 1907 an studierte er drei Jahre in Foglizzo Theologie und empfing am 24. September 1910 die Priesterweihe in Valsalice. Von Oktober 1910 bis Dezember 1915 war er erneut Sekretär des Generaloberen, nunmehr Don Paul Albera. Aufgrund des Ersten Weltkriegs war er von Januar 1916 bis Januar 1920 aus Italien ausgewiesen worden. Nach seiner Rückkehr war er erneut bis Herbst 1920 Sekretär bei Don Albera. Dann wurde er nach Deutschland in die Niederlassung von Essen-Borbeck versetzt, wo er als Studienpräfekt in der Spätberufenenschule tätig war. Eine schwere Krankheit zwang ihn jedoch 1928, diese Arbeit wieder aufzugeben. Von da an widmete er sich der Bibelübersetzung. Im Gründungsjahr des Katholischen Bibelwerks in Stuttgart 1933 brachte er die erste deutschsprachige Synopse heraus, die in vielen Auflagen erschien. Seine 1942 fertiggestellte Übersetzung des Neuen Testaments – mit dem Imprimatur des Bischofs von Chur 1944 bei der Verlagsanstalt Benziger erschienen – fand mit kleinen Anpassungen Eingang in die Zürcher Katholische Familienbibel des Fraumünster-Verlages von 1947, deren Übersetzung des Alten Testaments von Theodor Schwegler, Franz Alfred Herzog und Herbert Haag stammte. Seine Übersetzung des Neuen Testaments fand besonders in der Schweiz und in den Vereinigten Staaten große Beachtung. Ein Schweizer und ein amerikanisches Hilfswerk überreichten katholischen deutschen Kriegsgefangenen ein Exemplar des Neuen Testaments von Johannes Perk. Die Katholische Schriftenmission in Linz gab die Übersetzung 1946 in acht Einzelbänden heraus.

## Werke
- Deutsche Synopse der vier Evangelien, Osnabrück (1–4) 1933–1937; Einsiedeln (5) 1947
- Betende Herzen, Paderborn und Einsiedeln (1–4) 1934–1936
- Synopsis latina quattuor evangeliorum secundum Vulgatam editionem, Paderborn 1935
- Die vier Evangelien nacheinander im Anschluß an die Synopse, Paderborn 1935
- Heilige Stunde, Paderborn 1936
- Maria, Paderborn 1935 und 1936
- Sakramentsandachten, Paderborn 1937
- Das ewige Licht leuchte ihnen, Osnabrück 1937
- Das Neue Testament, Einsiedeln (1–3) 1944–1947; in acht Einzelbänden: Die Apostelgeschichte, Briefe des hl. Apostels Paulus, Das Johannesevangelium, Das Matthäusevangelium, Lukasevangelium, Das hl. Evangelium nach Markus, Die Katholischen Briefe, Die Geheime Offenbarung, jeweils Linz 1946
- Leben Jesu im Evangelium und Personen im Leben Jesu, Angermund 1947
- Handbuch zum Neuen Testament, Angermund 1947
- Joseph, Dülmen 1948
- Männer und Frauen im Leben Jesu, Stuttgart 1953
- Die Apostelgeschichte, Stuttgart 1954
- Don Rua, Papenburg 1955